# Norbert Brodine
Nobert Brodine (St. Joseph, 16 de desembre de 1896 - Los Angeles, 28 de febrer de 1970), també acreditat com a Norbert F. Brodin i Norbert Brodin, va ser un director de fotografia de cinema estatunidenc. Va treballar en més de 100 pel·lícules al llarg de la seva carrera abans de retirar-se del cinema el 1953, moment en què va treballar exclusivament a la televisió fins al 1960.

## Carrera
Brodine va començar la seva carrera de càmera treballant en una botiga de càmeres i després aprofitant aquesta experiència a l' Army Signal Corps, com a fotògraf de l'exèrcit durant la Primera Guerra Mundial. Després d'estudiar a la Universitat de Colúmbia, va començar a treballar com a fotògraf a Hollywood abans de passar al cinema el 1919. Va començar a treballar exclusivament per a Hal Roach Studios el 1937 i després va passar a la 20th Century Fox el 1943.
Les pel·lícules de Brodine inclouen la buscada pel·lícula perduda A Blind Bargain (1922) protagonitzada per Lon Chaney, This Thing Called Love (1929), The Death Kiss (1932), Counselor at Law (1933), Deluge (1933), The House on 92nd Street (1945), Somewhere in the Night (1946), Boomerang (1947), Kiss of Death (1947), Thieves' Highway (1949) i 5 Fingers (1952).
Brodine va rodar diverses pel·lícules amb Laurel i Hardy tant a Roach com a Fox, com ara Pick a Star (1937), Swiss Miss (1938), The Dancing Masters (1943) i The Bullfighters (1945). Brodine va tornar als estudis Hal Roach per acabar la seva carrera cinematogràfica a principis dels anys cinquanta. Va treballar a la televisió de 1952 a 1960, i va acabar la seva carrera a la coneguda sèrie de televisió The Loretta Young Show, per la qual va guanyar un premi Emmy Primetime .
Brodine va morir als 73 anys, el 28 de febrer de 1970. Va ser enterrat al cementiri Forest Lawn Memorial Park de Glendale al comtat de Los Angeles.

## Filmografia
- Almost a Husband (1919)
- Toby's Bow (1919)
- The Gay Lord Quex (1919)
- The Great Accident (1920)
- Dollars and Sense (1920)
- Going Some (1920)
- Stop Thief! (1920)
- Officer 666 (1920)
- A Tale of Two Worlds (1921)
- The Invisible Power (1921)
- The Man from Lost River (1921)
- The Grim Comedian (1921)
- Grand Larceny (1922)
- Remembrance (1922)
- The Sin Flood (1922)
- A Blind Bargain (1922)
- The Voice from the Minaret (1923)
- Look Your Best (1923)
- Brass (1923)
- Within the Law (1923)
- Dulcy (1923)
- Pleasure Mad (1923)
- Black Oxen (1923)
- The Sea Hawk (1924)
- The Foolish Virgin (1924)
- The Silent Watcher (1924)
- Her Husband's Secret (1925)
- Winds of Chance (1925)
- What Fools Men (1925)
- The Splendid Road (1925)
- Paris at Midnight (1926)
- The Wise Guy (1926)
- The Eagle of the Sea (1926)
- Children of Divorce (1927)
- Poor Girls (1927)
- Rich Men's Sons (1927)
- The Romantic Age (1927)
- The Bush Leaguer (1927)
- The Clown (1927)
- One Round Hogan (1927)
- A Reno Divorce (1927)
- Brass Knuckles (1927)
- The Little Snob (1928)
- Turn Back the Hours (1928)
- Pay as You Enter (1928)
- The Lion and the Mouse (1928)
- Five and Ten Cent Annie (1928)
- Beware of Bachelors (1928)
- Paris Bound (1929)
- Big News (1929)
- Her Private Affair (1929)
- Rich People (1929)
- This Thing Called Love (1929)
- The Divorcee (1930)
- Holiday (1930)
- Let Us Be Gay (1930)
- Beyond Victory (1931)
- Rebound (1931)
- The Pagan Lady (1931)
- The Guardsman (1931)
- The Passionate Plumber (1932)
- Jenny Lind (1932)
- The Beast of the City (1932)
- Night Court (1932)
- Bachelor's Affairs (1932)
- Unashamed (1932)
- Wild Girl (1932)
- Uptown New York (1932)
- The Death Kiss (1932)
- Whistling in the Dark (1933)
- Clear All Wires! (1933)
- Made on Broadway (1933)
- Deluge (1933)
- Broadway to Hollywood (1933)
- Counsellor at Law (1933)
- Madame Spy (1934)
- The Crosby Case (1934)
- Little Man, What Now? (1934)
- Love Birds (1934)
- The Human Side (1934)
- One Exciting Adventure (1934)
- There's Always Tomorrow (1934)
- Cheating Cheaters (1934)
- The Good Fairy (1935)
- Princess O'Hara (1935)
- Lady Tubbs (1935)
- She Gets Her Man (1935)
- The Affair of Susan (1935)
- East of Java (1935)
- Don't Get Personal (1936)
- Nobody's Fool (1936)
- Libeled Lady (1936)
- Nobody's Baby (1937)
- Pick a Star (1937)
- Topper (1937)
- Merrily We Live (1938)
- Feed 'em and Weep (1938)
- Swiss Miss (1938)
- The Awful Tooth (1938)
- Hide and Shriek (1938)
- There Goes My Heart (1938)
- Topper Takes a Trip (1938)
- Zenobia (1939)
- Captain Fury (1939)
- Lady of the Tropics (1939)
- The Housekeeper's Daughter (1939)
- Of Mice and Men (1939)
- One Million B.C. (1940)
- Turnabout (1940)
- Captain Caution (1940)
- Espectacle sobre rodes (Road Show) (1941)
- Topper Returns (1941)
- Model Wife (1941)
- Lady for a Night (1942)
- Dr. Gillespie's Criminal Case (1943)
- The Dancing Masters (1943)
- The Bullfighters (1945)
- Don Juan Quilligan (1945)
- The House on 92nd Street (1945)
- Sentimental Journey (1946)
- Somewhere in the Night (1946)
- 13 Rue Madeleine (1947)
- Boomerang (1947)
- Kiss of Death (1947)
- Sitting Pretty (1948)
- Road House (1948)
- I Was a Male War Bride (1949)
- Thieves' Highway (1949)
- Right Cross (1950)
- The Frogmen (1951)
- The Desert Fox (1951)
- 5 Fingers (1952)
- Captain Scarface (1953)